# Kim Lukas
Kim Lukas (Surrey, 16 marzo 1977) è una cantante britannica di musica dance, cresciuta artisticamente in Italia.

## Biografia
Kim Lukas è nata a Londra.
Le sue passioni innate sono sempre state la recitazione teatrale e la musica; infatti sin da piccola spicca la sua predisposizione verso queste forme d’arte.
Studia alla scuola drammatica “Academy of Live and Recorded Arts” di Londra, dove impara l‘arte della danza, del canto e della recitazione.
Terminati gli studi, lavora sin da subito con diverse compagnie teatrali, compresa “The English Shakespeare Company”, e partecipa al ‘The Edinburgh Festival’.
Nel 1998 si trasferisce in Italia, dove comincia ad organizzare e recitare in workshop teatrali itineranti in lingua inglese.
Nel 1999 collabora con alcuni cantanti italiani per il perfezionamento della pronuncia inglese, e dall’incontro con il noto produttore Roberto Turatti nasce il progetto musicale Kim Lukas (al quale parteciperanno, tra gli altri: Giorgio Boretti, Silvio Melloni e Gino Zandonà).
Il primo singolo, All I Really Want, pubblicato nel maggio del 1999 e remixato dagli Eiffel 65, scala le classifiche di tutto il mondo (in Europa, in Canada, in Russia e in Australia raggiungerà la top ten), seguito dal successo del secondo singolo Let It Be the Night (2000), prima dell’uscita dell’album With a K (2000), del terzo singolo To Be You (2000) e della canzone Cloud 9 (2001).
Sull’onda del successo internazionale, Kim Lukas partecipa – sia in Italia che all’estero – a importanti show musicali e trasmissioni radiotelevisive.
Nel 2002 collabora come video DJ, presentatrice ed autrice della trasmissione “The European Top 20” (emittente Gay TV).
È del 2011 un altro importante progetto musicale, che culminerà con l’uscita del singolo One more Day (Simon de Jano feat. Kim Lukas), nato dalla collaborazione con Simon de Jano  (autore e produttore, tra gli altri successi, delle hit Piece of Your Heart e Lose Control dei Meduza).
Dal 2013 partecipa al progetto “Girls Party” con due altre famosissime cantanti dance, molto amiche di Kim anche nella vita privata: Neja e Nathalie Aarts dei The Sound Lovers. 
Kim Lukas è costantemente attiva nel mondo musicale, sia come autrice che come cantante, e partecipa a concerti in tutta Europa.
Nel 2015 viene pubblicato il pezzo You Know con il progetto '3Dom feat. Kim Lukas'. 
Nel 2019 viene pubblicato il singolo di Kim Lukas Upside Down, grazie all’idea di DJ Jump di unire in un solo album (Back to the Feat) gli artisti che hanno fatto la storia della dance (Erika, Neja, Jeffrey Jey, Haiducii, Magic Box, Paps, DJ Ross, Roby Rossini, Lady Helel, DJ Maxwell, Jenny Dee, Nathalie Aarts).
Nel 2020, grazie all’idea di DJ Jump e Roby Giordana, viene pubblicato il remix de L'Amour Toujours, uno dei brani più celebri del DJ italiano di fama internazionale Gigi D'Agostino. Al progetto hanno aderito Kim Lukas, Nathalie Aarts, Ann Lee, Neja, Haiducii, Kronos, DJ Maxwell, Regina, Luca Zeta, Rebh, Jack Mazzoni, Lady Hellen, M-Violet, DJ Samuel Kimkò, Karol Diac, Brothers e Luca B1 Piazzon.
Kim Lukas è l’autrice dei testi di tutti i suoi pezzi e, in qualità di autrice, ha collaborato con numerosi artisti: Sagi Rei, Hard in Tango, DJ Bum Bum e altri. 
A Marzo 2024 ,sotto la label Eurodance Vibes ,Kim Lukas esce con il singolo “A part of my heart”prodotto da Nunzio Marzulli (Nu.Ma) e Pirmaut (Maury Pirotta) 
Vive ad Almenno San Bartolomeo.

## Discografia

### Singoli
- 1999 All I Really Want
- 2000 Let It Be The Night
- 2000 To Be You
- 2001 Cloud 9
- 2003 Fiesta
- 2007 Change The World
- 2011 Breathe again (insieme a Nathalie Aarts)
- 2013 Sad Girl (insieme a Nathalie Aarts)
- 2015 All Right (insieme a Nathalie Aarts)
- 2016 You Know (insieme a 3Dom)
- 2019 Upside Down (insieme a DJ Jump)
- 2020 Boogie Baby (insieme a Nathalie Aarts)
- 2024 A Part of My Heart

### Album
- 2000 With A K